# Polyplacapros tyleri
Polyplacapros tyleri is een straalvinnige vis uit de familie van de doosvissen (Aracanidae). De wetenschappelijke naam van de soort is voor het eerst geldig gepubliceerd in 1979 door Eiichi Fujii & Teruya Uyeno.

## Type
- holotype: NSMT-P 18501
- typelocatie: Onderzeese berg voor de oostkust van Australië, 33°04.0'Z, 156°13.2'O, diepte 132 meter